# جورج ويليام بيتي
جورج ويليام بيتي (بالإنجليزية: George William Beatty)‏ هو مهندس فضاء جوي ومهندس أمريكي، ولد في 28 أغسطس 1887، وتوفي في 20 فبراير 1955.